# 無頭人

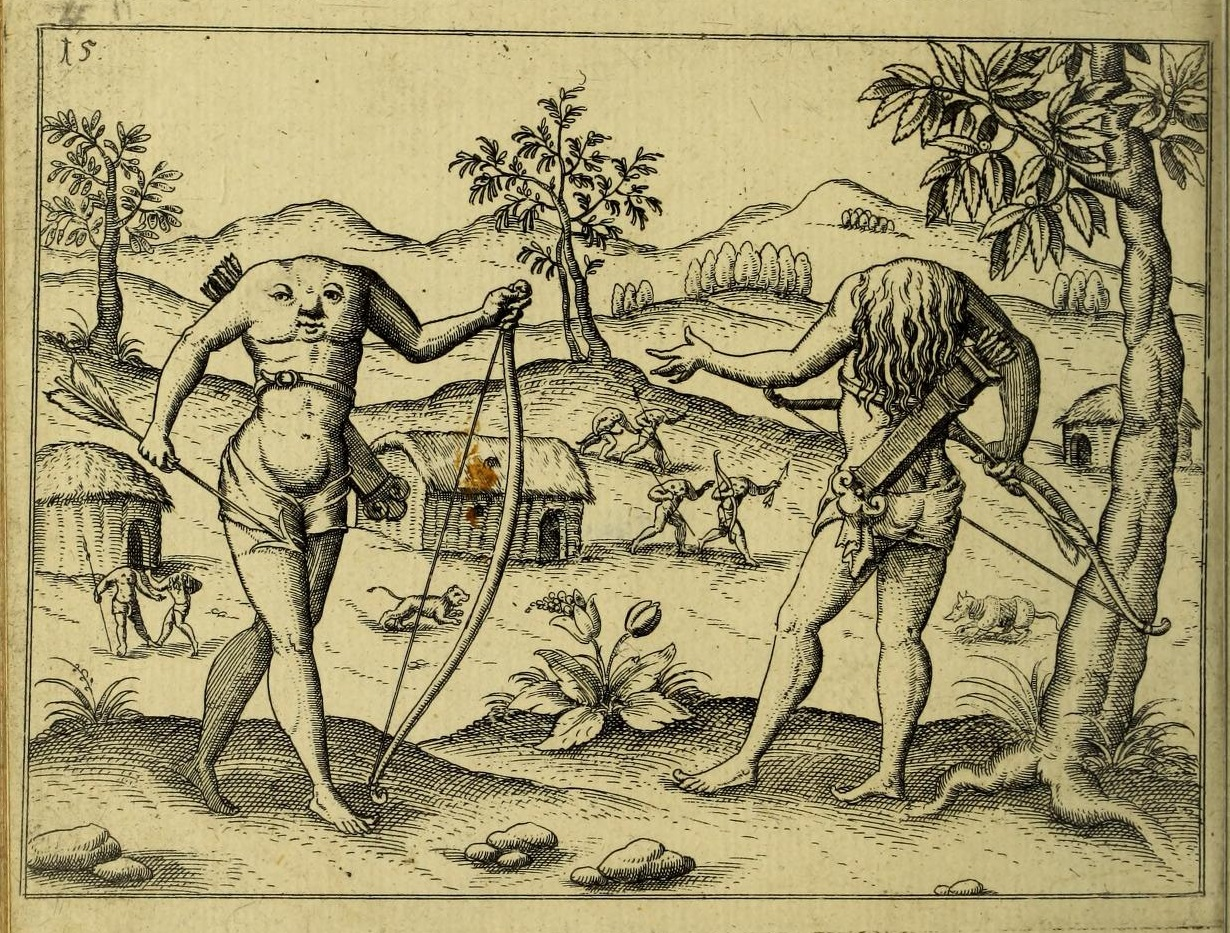
1599年的無頭人圖畫

古往今來，各種傳說中的無頭人居住在世界偏遠地區。他們被稱為阿凱法洛伊（希臘語：ἀκέφαλοι，意為「無頭者」）或布萊米耶（拉丁語：Blemmyae；希臘語：βλέμμυες），被描述為沒有頭，五官就長在胸部上。最初，他們被描述為居住在古利比亞或尼羅河流域。後來，傳說將他們的棲息地限制在布里索內河的一個特定島嶼上，或將其轉移到印度。
《博物志》中的傳說生物記載指北非的布雷米斯人（Blemmyes）部落「沒有頭，他們的嘴和眼睛位於胸膛上」。布雷米斯人居於羅馬帝國埃及行省南部的努比亚。

## 參看
- 刑天
- 无头骑士

## 外部連結
- Blemmyes （页面存档备份，存于）, in Brewer's Dictionary of Phrase and Fable (1898年)

## 相关记载
- 中世纪欧洲传说：除了1493年的图画，在中世纪的一些民间故事和手抄本中，也有无头人或类似生物的零星记载，它们往往被描述为邪恶或神秘的存在，会给遇到的人带来厄运或灾难，这些记载进一步丰富了无头人在不同地域和时期的形象演变
- 古埃及文化：在一些古埃及的壁画和文献中，也隐约有类似无头人的形象或概念出现，虽然不像《博物志》中那样明确，但反映了古代文明中对于奇异生物的想象可能存在一定的共性和交流
1. ↑  Pliny the Elder.  1. Trans. John Bostock and H. T. Riley. George Bell & Sons. 1893: 405. ISBN 9780598910738. (Book 5.8)
2. ↑  Pliny, Bostock & Riley (tr.) 1893，p. 405, note 1 (Book 5.8, note 9)
3. ↑  Török, László, , BRILL: 9–10, 2009, ISBN 9789004171978